# Jo van der Mey
Joan Melchior van der Mey (roepnaam Jo) (Delfshaven, 19 augustus 1878 – Geulle, 6 juni 1949) was een Nederlands architect en grondlegger van de Amsterdamse School.

## Leven en werk
Van der Meij begon zijn architectenloopbaan bij Eduard Cuypers. Vanaf 1911 had hij onder Wichert Arend de Graaf een tijdelijke betrekking bij de Dienst der Publieke Werken in Amsterdam. In 1910-1912 ontwierp hij het Hugo de Vries-laboratorium in het complex van de Hortus Botanicus Amsterdam. In 1911 kreeg hij de opdracht om het esthetische ontwerp voor het Scheepvaarthuis in Amsterdam te verzorgen. De gebroeders van Gendt waren uitgekozen om het constructieve deel op zich te nemen. Van der Meij vroeg naast Piet Kramer en Michel de Klerk diverse kunstenaars om mee te helpen. Mede door dit gebouw wordt van der Meij gezien als een van de grondleggers van de Amsterdamse School-beweging.
De Waalseilandbrug (brug 283), naast het Scheepvaarthuis, werd ook door hem ontworpen, de lantaarns zijn van Kramer. Daarna heeft hij nog een groot aantal huizenblokken in Amsterdam-Zuid en in de buurt van het Mercatorplein gebouwd, maar geen van deze waren zo uitgesproken als het Scheepvaarthuis. Ook ontwierp hij de in 1955 deels ingestorte en in 1963 afgebroken Vijzelflat/Amstelstein aan de Vijzelstraat.
Zijn laatste opdracht kreeg hij in 1935 van de directeur van de Nederlandse Centrale voor Pluimvee en Eieren, J.G. Tukker, voor de bouw van het landhuis "De Gave Gulden" te Giessenburg.

## Afbeeldingen

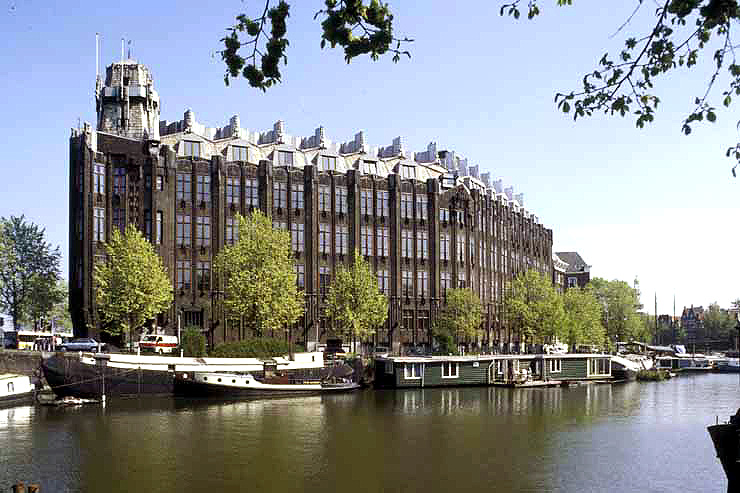
Scheepvaarthuis (1911)
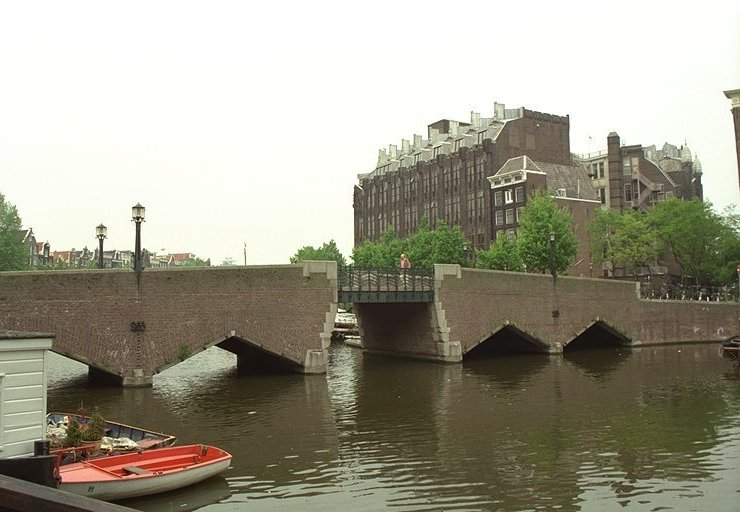
Waalseilandbrug, Binnen/Buiten Bantammerstraat (1913/'14)
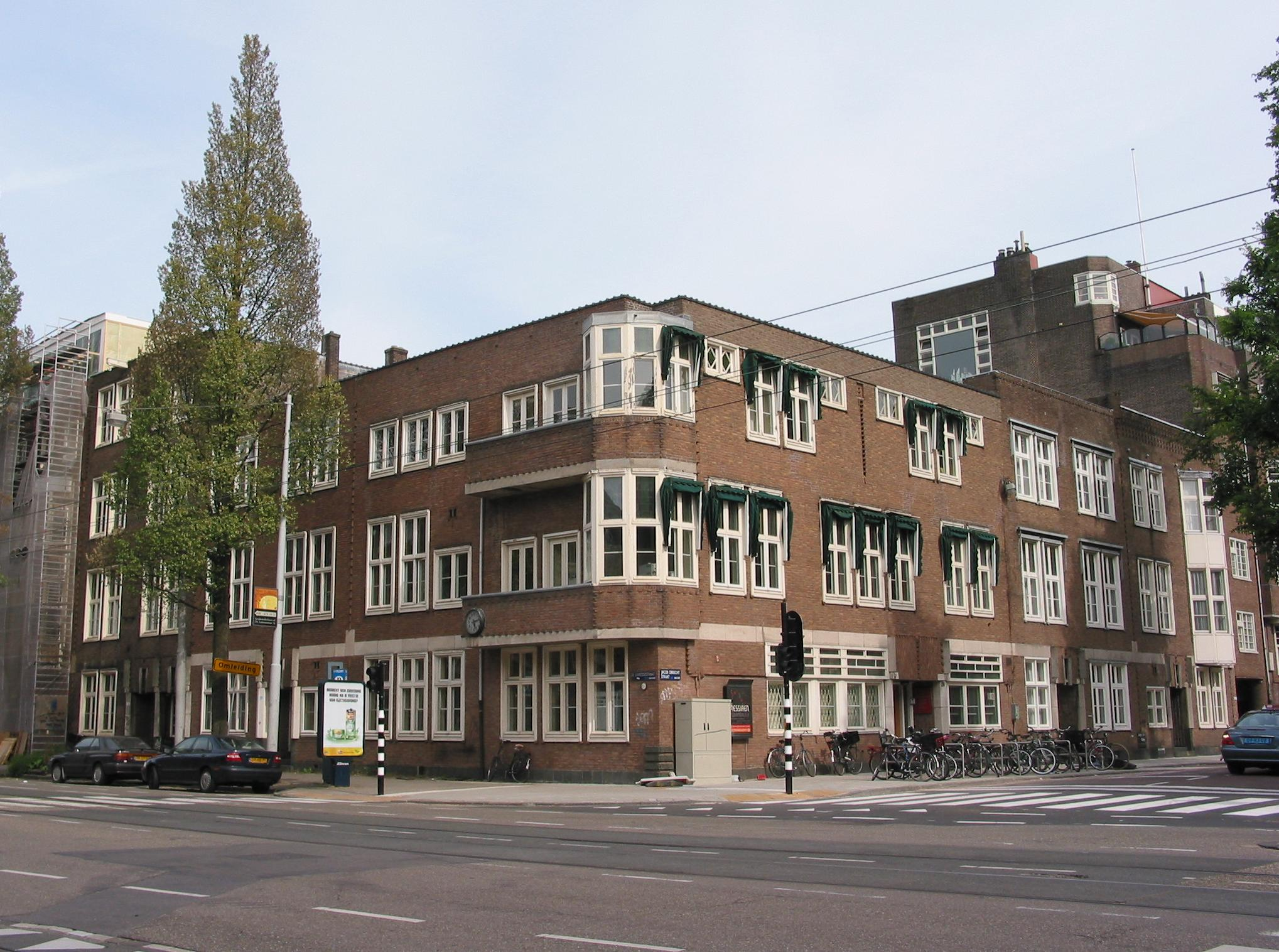
Hoek De Lairessestraat en Jacob Obrechtstraat
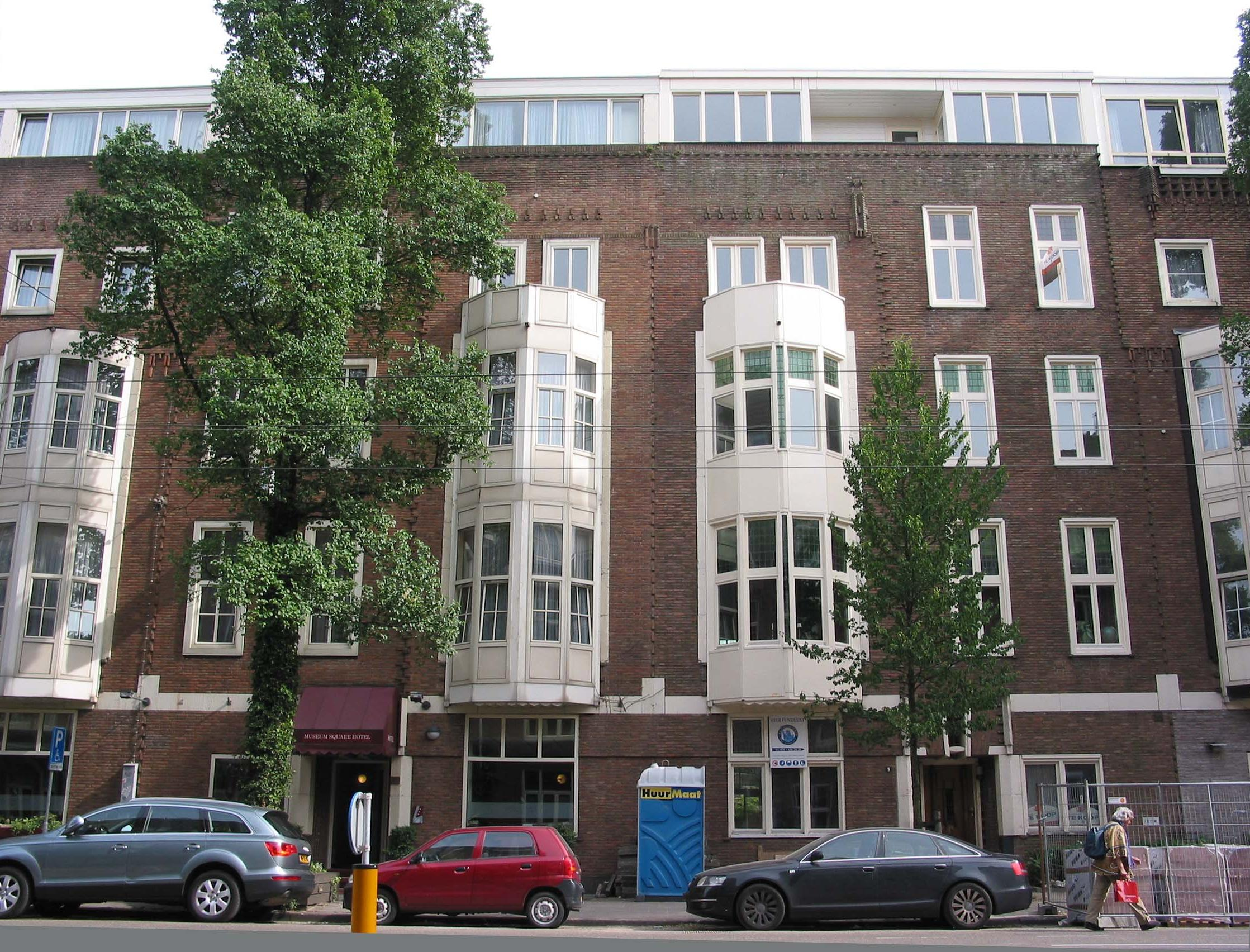
De Lairessestraat 5-11
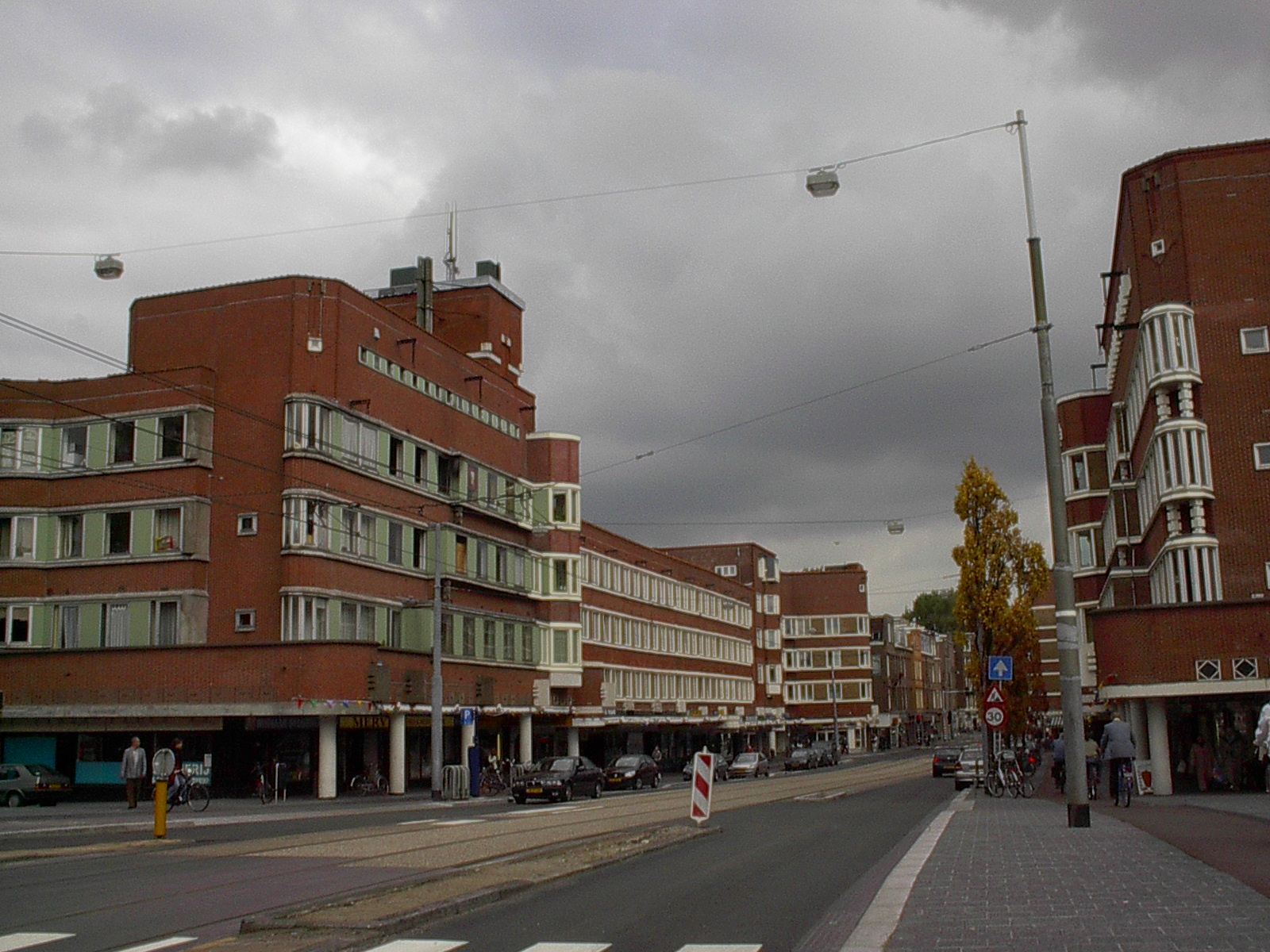
Jan Evertsenstraat bij de Admiralengracht